# Wang Xuanfu
Wang Xuanfu (王玄甫) (prénom social) ou Wang Cheng (王誠), est un taoïste légendaire de la dynastie Han, devenu immortel à l'âge de 256 ans, sous le nom de « Seigneur du jeune yang du bureau pourpre » (紫府少陽君). Il est parfois assimilé au dieu Donghua (東華帝君), auquel cas on en fait un personnage de la dynastie Zhou. Considéré comme le maître de Zhongli Quan à qui il aurait transmis des secrets alchimiques et la technique de l’épée du dragon noir (青龍劍法), il est l’un des Cinq ancêtres du Nord du courant Quanzhen et fut titré par les empereurs Yuan.
Il serait originaire de Donghai (東海), actuelle Yanzhou au Shandong. Disciple de l’immortel des Nuages blancs (白雲上真), il aurait été ermite dans les grottes magiques des monts Kunlun, Wutai et Zhongnan (終南山), ce dernier fréquenté par les apparitions de Wang Chongyang, fondateur de Quanzhen. Il est quelquefois représenté comme un redresseur de torts errant portant dans le dos une paire d’épées volantes qui peuvent accomplir seules leur mission puis revenir dans leur fourreau.
Ses anniversaires divins sont le 15 du 6e mois (naissance) et le 16 du 10e mois (atteinte de l'immortalité).